# ATP Volvo International
Il Volvo International è stato un torneo di tennis giocato sul cemento. Nato nel 1973 a Bretton Woods nello New Hampshire, nel 1996 assunse il nome di Pilot Pen International per motivi di sponsorizzazione. L'evento ha avuto diverse collocazioni nel corso della sua storia: North Conway dal 1975 al 1984, Stratton Mountain nel Vermont dal 1985 al 1989, e poi New Haven nel Connecticut. Nel 2005, l'ATP riunì in un unico torneo quello che si disputava a Long Island conosciuto come TD Waterhouse Cup, spostandolo a New Haven, e il torneo femminile conosciuto come Pilot Pen Tennis. Il torneo maschile del Pilot Pen è considerato la continuazione del torneo di Long Island e di conseguenza anche del Volvo International.

## Albo d'oro

### Singolare
| Località                 | Anno | Vincitore           | Finalista                   | Punteggio                    |
| ------------------------ | ---- | ------------------- | --------------------------- | ---------------------------- |
| New Haven                | 1998 | Karol Kučera        | Goran Ivanišević            | 6–4, 5–7, 6–2                |
| New Haven                | 1997 | Evgenij Kafel'nikov | Patrick Rafter              | 7–6(4), 6–4                  |
| New Haven                | 1996 | Alex O'Brien        | Jan Siemerink               | 7–6(6), 6–4                  |
| New Haven                | 1995 | Andre Agassi (2)    | Richard Krajicek            | 3–6, 7–6(2), 6–3             |
| New Haven                | 1994 | Boris Becker        | Marc Rosset                 | 6–3, 7–5                     |
| New Haven                | 1993 | Andrij Medvedjev    | Petr Korda                  | 7–5, 6–4                     |
| New Haven                | 1992 | Stefan Edberg       | MaliVai Washington          | 7–6(4), 6–1                  |
| New Haven                | 1991 | Petr Korda          | Goran Ivanišević            | 6–4, 6–2                     |
| New Haven                | 1990 | Derrick Rostagno    | Todd Woodbridge             | 6–3, 6–3                     |
| Stratton Mountain Resort | 1989 | Brad Gilbert        | Jim Pugh                    | 7–5, 6–0                     |
| Stratton Mountain Resort | 1988 | Andre Agassi (1)    | Paul Annacone               | 6–2, 6–4                     |
| Stratton Mountain Resort | 1987 |                     | Ivan Lendl vs. John McEnroe | 6–7, 4–1 Sospesa per pioggia |
| Stratton Mountain Resort | 1986 | Ivan Lendl (2)      | Boris Becker                | 6–4, 7–6                     |
| Stratton Mountain Resort | 1985 | John McEnroe        | Ivan Lendl                  | 7–6(4), 6–2                  |
| North Conway             | 1984 | Joakim Nyström      | Tim Wilkison                | 6–2, 7–5                     |
| North Conway             | 1983 | José Luis Clerc (2) | Andrés Gómez                | 6–3, 6–1                     |
| North Conway             | 1982 | Ivan Lendl (1)      | José Higueras               | 6–3, 6–2                     |
| North Conway             | 1981 | José Luis Clerc (1) | Guillermo Vilas             | 6–3, 6–2                     |
| North Conway             | 1980 | Jimmy Connors (3)   | Eddie Dibbs                 | 6–3, 5–7, 6–1                |
| North Conway             | 1979 | Harold Solomon      | José Higueras               | 5–7, 6–4, 7–6                |
| North Conway             | 1978 | Eddie Dibbs         | John Alexander              | 6–4, 6–4                     |
| North Conway             | 1977 | John Alexander      | Manuel Orantes              | 2–6, 6–4, 6–4                |
| North Conway             | 1976 | Jimmy Connors (2)   | Raúl Ramírez                | 7–6, 4–6, 6–3                |
| North Conway             | 1975 | Jimmy Connors (1)   | Ken Rosewall                | 6–2, 6–2                     |
| Bretton Woods            | 1974 | Rod Laver           | Harold Solomon              | 6–4, 6–3                     |
| Bretton Woods            | 1973 | Vijay Amritraj      | Jimmy Connors               | 7–5, 2–6, 7–5                |
| Bretton Woods            | 1972 | Cliff Richey        | Jeff Borowiak               | 6–1, 6–0                     |

### Doppio
| Località                 | Anno | Vincitori                            | Finalisti                                                      | Punteggio               |
| ------------------------ | ---- | ------------------------------------ | -------------------------------------------------------------- | ----------------------- |
| New Haven                | 1998 | Wayne Arthurs Peter Tramacchi        | Sébastien Lareau Alex O'Brien                                  | 7–6, 6–3                |
| New Haven                | 1997 | Mahesh Bhupathi Leander Paes         | Sébastien Lareau Alex O'Brien                                  | 6–3, 7–5                |
| New Haven                | 1996 | Byron Black Grant Connell (2)        | Jonas Björkman Nicklas Kulti                                   | 6–4, 6–2                |
| New Haven                | 1995 | Rick Leach (2) Scott Melville (2)    | Leander Paes Nicolás Pereira                                   | 6–3, 5–7, 6–4           |
| New Haven                | 1994 | Grant Connell (1) Patrick Galbraith  | Jacco Eltingh Paul Haarhuis                                    | 6–3, 7–6                |
| New Haven                | 1993 | Cyril Suk Daniel Vacek               | Steve DeVries David Macpherson                                 | 6–3, 7–6                |
| New Haven                | 1992 | Kelly Jones Rick Leach (1)           | Patrick McEnroe Jared Palmer                                   | 7–6, 6–7, 6–2           |
| New Haven                | 1991 | Petr Korda Wally Masur (2)           | Jeff Brown Scott Melville                                      | walkover                |
| New Haven                | 1990 | Jeff Brown Scott Melville (1)        | Goran Ivanišević Petr Korda                                    | 2–6, 7–5, 6–0           |
| Stratton Mountain Resort | 1989 | Mark Kratzmann Wally Masur (1)       | Pieter Aldrich Danie Visser                                    | 6–3, 4–6, 7–6           |
| Stratton Mountain Resort | 1988 | Jorge Lozano Todd Witsken            | Pieter Aldrich Danie Visser                                    | 6–3, 7–6                |
| Stratton Mountain Resort | 1987 |                                      | Paul Annacone Christo van Rensburg vs. Ken Flach Robert Seguso | Non giocata per pioggia |
| Stratton Mountain Resort | 1986 | Peter Fleming John McEnroe           | Paul Annacone Christo van Rensburg                             | 6–3, 3–6, 6–3           |
| Stratton Mountain Resort | 1985 | Scott Davis David Pate               | Ken Flach Robert Seguso                                        | 3–6, 7–6, 7–6           |
| North Conway             | 1984 | Brian Gottfried (4) Tomáš Šmíd       | Cássio Motta Blaine Willenborg                                 | 6–4, 6–2                |
| North Conway             | 1983 | Mark Edmondson Sherwood Stewart (2)  | Eric Fromm Drew Gitlin                                         | 7–6, 6–1                |
| North Conway             | 1982 | Sherwood Stewart (1) Ferdi Taygan    | Pablo Arraya Eric Fromm                                        | 6–2, 7–6                |
| North Conway             | 1981 | Heinz Günthardt Peter McNamara       | Pavel Složil Ferdi Taygan                                      | 6–7, 7–5, 6–4           |
| North Conway             | 1980 | Jimmy Connors Brian Gottfried (3)    | Kevin Curren Steve Denton                                      | 7–6, 6–2                |
| North Conway             | 1979 | Ion Țiriac Guillermo Vilas           | John Sadri Tim Wilkison                                        | 6–4, 7–6                |
| North Conway             | 1978 | Robin Drysdale Van Winitsky          | Mike Fishbach Bernard Mitton                                   | 4–6, 7–6, 6–3           |
| North Conway             | 1977 | Brian Gottfried (2) Raúl Ramírez (2) | Fred McNair Sherwood Stewart                                   | 7–5, 6–3                |
| North Conway             | 1976 | Brian Gottfried (1) Raúl Ramírez (1) | Ricardo Cano Víctor Pecci                                      | 6–3, 6–0                |
| North Conway             | 1975 | Haroon Rahim Erik Van Dillen         | John Alexander Phil Dent                                       | 7–6, 7–6                |
| Bretton Woods            | 1974 | Rod Laver (2) Jeff Borowiak          | Ricardo Cano Víctor Pecci                                      | 6–3, 6–0                |
| Bretton Woods            | 1973 | Rod Laver (1) Fred Stolle (2)        | Bob Carmichael Frew McMillan                                   | 7–6, 4–6, 7–5           |
| Bretton Woods            | 1972 | John Alexander Fred Stolle (1)       | Niki Pilic Cliff Richey                                        | 7–6, 7–6                |